# Johan Venegas
Johan Alberto Venegas Ulloa (Puerto Limón, 27 de novembre de 1988) és un jugador de futbol professional costa-riqueny, que actualment pertany a l'Alajuelense.

## Carrera esportiva

### Club
Venegas va començar la seva carrera futbolística al Santos de Guápiles, passant una breu temporada cedit al Barrio México el 2011. El 2012 va fitxar pel Puntarenas, on va realitzar una temporada brillant, marcant 12 gols en 37 partits. La seva actuació el va portar a fitxar pel Liga Deportiva Alajuelense el 2013. En la seva primera temporada amb l'Alajuelense Vanegas es va convertir en titular, participant en 34 partits i marcant 4 gols. La temporada següent va seguir amb la seva progressió, marcant 13 gols en 38 partits.
El juliol de 2015 va unir-se a les files de l'equip de la MLS canadenc dels Montreal Impact, després d'haver deixat una gran impressió en l'eliminatòria que els de Montreal havien disputat amb l'Alajuelense en el marc de la Lliga de Campions de la CONCACAF d'aquell any. Durant la seva estada amb l'equip canadenc Vanegas va disputar 32 partits de lliga regular, marcant 2 gols. També va participar en set partits dels play-off, on va marcar un gol.
El 13 de desembre de 2016, Venegas va ser traspassat al Minnesota United Football Club a canvi de Chris Duvall. Després de disputar la temporada de 2017 amb l'equip de Minessota, el club va anunciar que Vanegas seria cedit al Club Deportivo Saprissa durant la temporada de 2018.

### Internacional
Venegas va debutar amb la selecció costa-riquenya el setembre de 2014, en el marc de la Copa Centroamericana d'aquell any. En aquell partit, Costa Rica es va imposar a la selecció de Nicaragua i Vanegas va marcar un gol. En el seu segon partit també va aconseguir marcar, aquest cop contra la selecció panamenya, aconseguint el gol número 100 de Costa Rica en aquesta competició.
El maig de 2018 va ser seleccionat per formar part de la selecció costa-riquenya que participà en la Copa del Món de Rússia de 2018.